# Витушка
Витушка (устар. нем. Jarft) — река в России, протекает по Калининградской области. Устье реки находится в 6 км от устья реки Мамоновка. Длина реки составляет 37 км, площадь водосборного бассейна — 138 км².
Вытекает из небольшого озера западнее посёлка Корнево.
Имеет левый приток Лавя, в который справа впадает река Овсянка. Обе берут начало в Польше.

## Данные водного реестра
По данным государственного водного реестра России относится к Балтийскому бассейновому округу, водохозяйственный участок реки — Преголя. Относится к речному бассейну реки Неман и рекам бассейна Балтийского моря (российская часть в Калининградской области).
Код объекта в государственном водном реестре — 01010000212104300010947.